# Frei Betto
Carlos Alberto Libânio Christo, més conegut com Frei Betto, (Belo Horizonte, Mines Gerais, 25 d'agost de 1944) és un frare dominic brasiler, teòleg de l'alliberament. És autor de més de 50 llibres de diversos gèneres literaris i de temes religiosos.

## Anotacions biogràfiques
És fill del periodista Antônio Carlos Vieira Christo i de l'escriptora de llibres de cuina regional Stella Libânio.
Va ingressar a la JEC (Juventude Estudantil Católica). A principis dels anys seixanta, va realitzar treballs com a periodista. El 1962 fou escollit com a dirigent nacional de la JEC. El 1964, mentre era estudiant de periodisme va decidir ingressar a l'ordre dels dominics. Aquest mateix any, durant el govern de la dictadura militar brasilera va ser empresonat i torturat durant 15 dies. Va professar en aquesta ordre, el 10 de febrer de 1966, a São Paulo.
El 1969 va ser detingut una altra vegada, i va passar quatre anys a la presó a causa de la seva oposició política al règim militar. El 1973, ja en llibertat, es va mudar a una favela (barri paupèrrim) a la ciutat de Vitòria. Encara que mai va agafar una arma, va ser col·laborador de l'organització guerrillera ALN (Acció Libertadora Nacional), i, al costat d'altres frares dominics, va desenvolupar un grup de suport als perseguits polítics. Durant aquests anys va estudiar teologia, filosofia i antropologia.
En una ocasió, en ser-li preguntat quins coses li havien impactat en la seva trajectòria, va respondre:
| « | En la meva vida he tingut tres grans impactes: la mort de Salvador Allende en el cop militar a Xile, l'assassinat de Maurice Bishop a Grenada i la derrota de la Revolució Sandinista. | » |

El 1979 es va mudar a una altra favela, aquesta vegada a São Paulo, on va conèixer al dirigent obrer Luiz Inácio Lula da Silva, qui seria després President de Brasil i de qui es va convertir en amic personal, així com de Leonardo Boff. També fou un gran admirador del mètode pedagògic de Paulo Freire.
Després de complir 4 anys de presó, el Suprem Tribunal Federal va reduir la seva sentència a 2 anys. Va relatar la seva experiència a la presó en el llibre Baptisme de sang, que fou traduït a França i Itàlia. El llibre descriu el règim militar, la participació dels frares dominics en la resistència a la dictadura, la mort del guerriller Carlos Marighella (1911-1969) i les tortures sofertes pel dominic Frei Tito (1945-1974). El llibre va ser portat al cinema en la pel·lícula homònima, dirigida per Helvécio Ratton i estrenada el 2006 a Brasil.
Als anys vuitanta va començar a assessorar a alguns governs de països socialistes, com Cuba, Txecoslovàquia, Xina, la Unió Soviètica, Nicaragua i Polònia sobre les relacions entre l'Església catòlica i l'Estat.

## Actualitat
Els darrers anys, Frei Betto contínua vinculat al convent dels dominics de São Paulo, en el qual conserva la seva cel·la. Participa en els retirs que promou l'ordre i exerceix d'alguna manera l'activitat pastoral. Ha desenvolupat la seva activitat pastoral entre les CEB (Comunitats Eclesials de Base) als barris del cinturó industrial de São Paulo.
En dues ocasions —1985 i 2005— va ser premiat amb el Premi Jabuti, el premi literari més important de Brasil. El 1986 va ser escollit com a Intel·lectual de l'Any per la Unió Brasilera d'Escriptors. És assessor de moviments socials, com les Comunitats Eclesials de Base i el Moviment de Treballadors Rurals sense Terra. Entre 2003 i 2004 va ser assessor especial del president Luiz Inácio Lula da Silva i coordinador de Mobilització Social del Programa Fam Zero.
Més tard, explicaria la seva decisió d'abandonar la seva labor al govern de Brasil:
| «            | Lula em va convidar a treballar amb els més pobres dels pobres, els famolencs (és a dir, amb prop de 45 milions de persones). […] Però després de dos anys hi va haver un canvi en el programa: el que era un programa emancipatori, amb el temps es va anar transformant en un programa electoralista. […] Amb el temps es va descobrir que convé més mantenir a les famílies en la dependència permanent del govern perquè això representa més vots en les eleccions. Aquesta descaracterització d'un programa emancipador cap a un programa assistencialista, em va fer deixar el govern. | » |
| — Frei Betto | |   |

El 28 la Unesco va concedir a Frei Betto el Premi Internacional José Martí, i ell el va dedicar als investigadors cubans anomenats Els Cinc Herois, que al moment d'escriure aquesta secció es troben presos als EUA.

### Activitat política
Frei Betto es va unir a l'àmplia llista de prominents figures de l'Amèrica Llatina que han manifestat el seu suport a la independència de Puerto Rico a través de la seva adhesió a la Proclama de Panamà aprovada per unanimitat al Congrés Llatinoamericà i del Carib per la Independència de Puerto Rico celebrada a Panamà el 18 i 19 de novembre de 2006.

## Obres
Algunes obres:
- Cartas da prisão (autobiografia) (1977)
- Fidel e a Religião (entrevistes) (1987)
- Uala, o Amor (literatura juvenil) (1991)
- Sinfonia universal- a cosmovisão de Teilhard de Chardin (assaig) (1992)
- Alucinado som de tuba (ficció juvenil) (1993)
- A obra do artista - Uma visão holística do universo (assaig) (1995)
- O vencedor (ficció juvenil) (1996)
- Entre todos os homens (ficció; biografia no autoritzada de Jesús) (1997)
- Hotel Brasil: O mistério das cabeças degoladas (ficció) (1999)
- Batismo de Sangue (memòries) (2000)
- Alfabetto: autobiografia escolar (memòries) (2002)
- Treze contos diabólicos e um Angélico (assaig) (2005)
- A mosca azul: Reflexão sobre o poder (assaig) (2006)
- Calendário do poder (assaig) (2007)
- Um homem chamado Jesus (novel·la) (2009)
- Minas do ouro (novel·la) (2011)
- Aldeia do silêncio (novel·la) (2013)
- Um Deus muito humano: Um novo olhar sobre Jesus (assaig) (2015)
- O Ofício de Escrever (assaig) (2017)
- Por uma educação crítica e participativa (assaig) (2018)
- Reinventar a vida (assaig) (2019)
- O diabo na corte: Leitura crítica do Brasil atual (assaig) (2020)

## Premis
- 1985: premi Juca Pato, per Batismo de sangue.
- 1982: premi Jabuti, de la Càmera Brasilera del Llibre, per Batismo de Sangue.
- 1986: Intel·lectual do Ano, títol donat per la União Brasileira de Escritores el 1986, pel seu llibre Fidel e a Religião.
- 1987: Prêmio de Direitos Humanos da Fundação Bruno Kreisky, a Viena, el 1987.
- 1988: premi a la millor obra infantil i juvenil, per l'Associació Paulista de Crítics d'Art, pel seu llibre A noite em que Jesus nasceu.
- 1996: trofeu Sucesso Mineiro, per la Prefectura Municipal de Belo Horizonte.
- 1998: premi Paolo I. Borsellino, a Itàlia, pel seu treball em pro dels drets humans. Fou el primer brasiler que va rebre aquest premi.
- 1998: premi CREGUI/RJ de Meio Ambient, el 1998, de CREGUI/RJ.
- 1998: medalla Chico Mendes de Resistència, concedida pel grup Tortura Nunca Más (de Rio de Janeiro).
- 2000: trofeu Paulo Freire de Compromisso Social.
- 2000: Medalha da Solidariedade del govern cubà.
- 2005: premi Jabuti, de la Càmera Brasilera del Llibre, per Típics tipus: perfils literaris.
- 2005: és una de les 13 Personalitats Ciutadania 2005, en una iniciativa de la UNESCO, l'Associació Brasilera de Premsa i el periòdic Folha Dirigida.
- 2006: Medalla del Mèrit Dom Helder Câmara de l'Institut Ciutadà, pels seus serveis prestats en la preservació i la fiscalització de la gestió pública moral i legal.
- 2007: títol de Ciutadà Honorari de Brasília, concedit per la Cambra legislativa del Districte Federal.
- 2013: premi internacional José Martí de la Unesco[11]